# Parco nazionale di U Minh Thuong
Il parco nazionale di U Minh Thuong o U Minh superiore (in vietnamita:Vườn quốc gia U Minh Thượng) è un'area naturale protetta del Vietnam. È stato istituito nel 2002 e occupa una superficie di 8.053 ha nel distretto di An Minh; confina con l'area protetta di U Minh Ha, o U Minh inferiore. Il parco è importante per la conservazione della biodiveristà tipica della vasta zona umida del delta del Mekong.
Le coordinate del parco nazionale sono: da 9°31' a 9°40' N, da 105°04' a 105°08' E.